# Pointe du Hoc
La pointe du Hoc (API : /pwε̃t dy ɔk/) est le nom donné à une petite avancée, un petit cap, de la côte normande dans la mer de la Manche, située dans le Calvados. Elle se compose d'une falaise de 25 à 30 mètres de haut précédée d'une aiguille qui s'avance dans la mer et elle surplombe une plage de galets d'une dizaine de mètres de large à ses pieds. La pointe se trouve sur la commune de Cricqueville-en-Bessin.
Elle fut le théâtre d'une des opérations du débarquement allié en Normandie le 6 juin 1944. Située entre les plages d'Utah Beach (à l’ouest) et d'Omaha Beach (à l'est), la pointe avait été fortifiée par les Allemands (WN 75) et, selon les reconnaissances aériennes alliées, était équipée de pièces d'artillerie lourde dont la portée menaçait les deux plages voisines. Il avait été jugé primordial, pour la réussite du débarquement, que les pièces d'artillerie soient mises hors service le plus rapidement possible.
Cette mission fut confiée au 2e bataillon de rangers américain qui réussit à prendre le contrôle du site au prix de lourdes pertes. Par la suite, les pièces d'artillerie se révéleront n'être que des leurres en bois, les véritables batteries ayant été secrètement déplacées par les Allemands peu de temps auparavant et reculées de 1 300 m à l'intérieur des terres.

## Toponymie
Le toponyme Hoc est issu du vieil anglais hōc qui avait également le sens de « pointe de terre, cap ». Il a donné l'anglais hook « crochet », mais qui conserve également, dans de rares usages, le sens de « cap étroit ». Il s'est hypothétiquement croisé avec l'ancien scandinave haka « menton » employé à l'accusatif, c'est-à-dire höku, et l'ancien scandinave haki « crochet ».
Il existe de nombreux homonymes en Normandie, notamment dans le Cotentin, le pays de Caux et le Roumois, comme le havre et la pointe du Hoc près d'Harfleur, le pré du Hoc à Martin-Église, le Hoc à Saint-Pierre-en-Port et à Aizier, etc.

## Classement du site
Classée au titre des sites en 1955, la pointe du Hoc a fait l'objet d'un traité en 1956 avec l'American Battle Monuments Commission (ABMC), organisme public américain qui gère le site. Celui-ci appartient au Conservatoire du Littoral. Il a connu un réaménagement en 2004 qui constitue la première réalisation de l'Opération Grand Site « Normandie 44 ».

## Érosion
Le 5 mai 2022, un effondrement, causé par l'érosion, détruit en partie l'éperon rocheux s'avançant vers la mer.

## Entrée dans l'Histoire en juin 1944

### Prise de la pointe

#### Les rangers
Fondée un an plus tôt aux États-Unis, cette jeune unité de rangers va vivre son baptême du feu en Normandie. Pour cette mission spéciale, une centaine d’engagés volontaires gagnent le camp Forrest. Pendant six mois, ils sont formés à la stratégie militaire. Parmi eux, le lieutenant George Kerchner raconte : « On nous disait que rien n’était impossible. Notre entraînement était d’une rare intensité. Mais au fond, on savait pourquoi on se préparait à cela ». Sous le commandement du lieutenant-colonel James E. Rudder, les exercices de reconnaissance et les manœuvres d’appontage aux grappins s’intensifient sur l’île de Wight en Grande-Bretagne, afin de préparer le débarquement. Pour conquérir la pointe du Hoc, les Alliés mettent en place deux compagnies d’une centaine de soldats chacune afin de garantir la réussite totale de la mission. Après plusieurs semaines d’une attente interminable, les hommes du colonel Rudder embarquent dans la nuit du 5 au 6 juin pour un débarquement militaire sans précédent. Les rangers sont considérés comme l'équivalent des commandos britanniques.

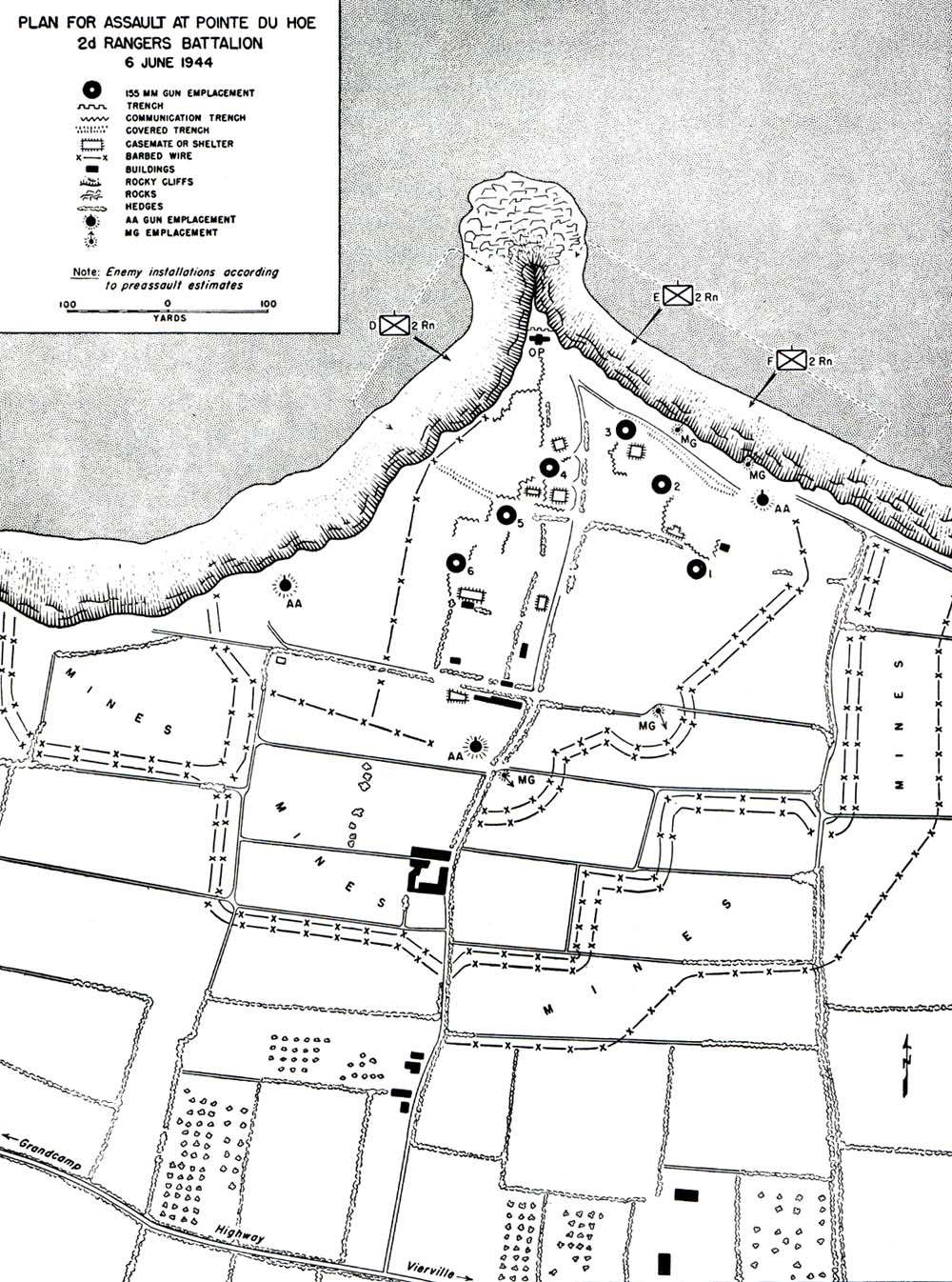
Plan de la position.

#### La stratégie
Avant le débarquement du 2e bataillon de rangers prévu le 6 juin à 6 h 30, l'aviation et la marine alliée doivent au préalable bombarder la pointe afin de neutraliser la garnison en place, à savoir 125 fantassins et 80 artilleurs allemands.
Pour ce faire, le 15 avril 1944, une puissante formation de bombardiers alliés venant de la terre avait survolé la pointe du Hoc en trois vagues successives.
Les premières bombes touchèrent l'importante ferme Guelinel qui n'était plus occupée que par les Allemands, la famille Guelinel ayant dû évacuer les lieux auparavant. Tous les bâtiments furent détruits, y compris les baraquements de la cantine construite en annexe ainsi que les étables et la plupart des chevaux chargés de tracter les batteries de canons.
Selon des soldats allemands (Benno Müller, Emil Kaufman), au cours de cette action, deux encuvements furent détruits, et trois des six canons à long tube furent gravement endommagés ou rendus inutilisables.
Dans la nuit du 25 au 26 avril, les pièces intactes furent déplacées vers l'intérieur des terres, 1 300 mètres en amont, dans un chemin creux où elles étaient prêtes à tirer. Pour donner le change aux futurs vols de reconnaissances alliés, le commandant de la batterie fit construire à la hâte des canons factices dans les encuvements inoccupés, ainsi que des poteaux télégraphiques.
L'organisation Todt cessa d'ailleurs à partir de cette date toute nouvelle construction sur le site considéré à risques.
Le dernier bombardement dit de préparation pour le Jour J y eut lieu le 4 juin avec 85 Douglas A-20 Havoc qui déversèrent près de 100 tonnes de bombes sur la pointe. Le résultat fut jugé satisfaisant.
Puis ce furent les bombardiers lourds de l'opération Flashlamp, 35 Boeing B-17, qui pilonnèrent de nouveau le site au matin du 5 juin : de nouveau, 100 tonnes de bombes sont déversées, détruisant un canon et un bunker de munitions et endommageant à peine, malgré des coups directs, trois bunkers à l'épreuve des bombes où était stationné du personnel, ceci malgré les matériels employés, notamment des bombes de 500 livres hautement explosives qui furent insuffisantes pour percer les abris conçus pour résister à des bombes de 1 000 livres.
Avant le Jour J proprement dit, environ 380 tonnes de bombes furent larguées sur la pointe du Hoc.
À 4 h 30, dix LCA (Landing Craft Assault) ainsi que quatre DUKW doivent être mis à l’eau. Deux des DUKW emmènent chacun une échelle de pompier de 33 mètres de haut empruntée aux pompiers de Londres, alors que les LCA sont équipés de lance-fusées qui enverront des cordes et des échelles de cordes au sommet de la falaise, ainsi que des échelles extensibles qui seront assemblées sur place.
À 6 h 30, les 225 hommes de James Earl Rudder doivent débarquer sur la plage puis escalader la falaise pour détruire l'artillerie allemande.
Les compagnies E et F doivent débarquer à l’est de la pointe, alors que la compagnie D débarquera à l'ouest.
Une fois la zone maîtrisée, ils doivent tirer une fusée éclairante signifiant la réussite de leur mission afin de recevoir des renforts (les 225 rangers du 5e bataillon), en attendant d’être rejoints par le 116e régiment d’infanterie américain débarquant à Omaha Beach.
Si à 7 h aucune fusée n’est tirée, leur mission étant considérée comme ayant échoué, les renforts seront détournés sur Omaha Beach dans le secteur Charlie.

#### Le déroulement des opérations

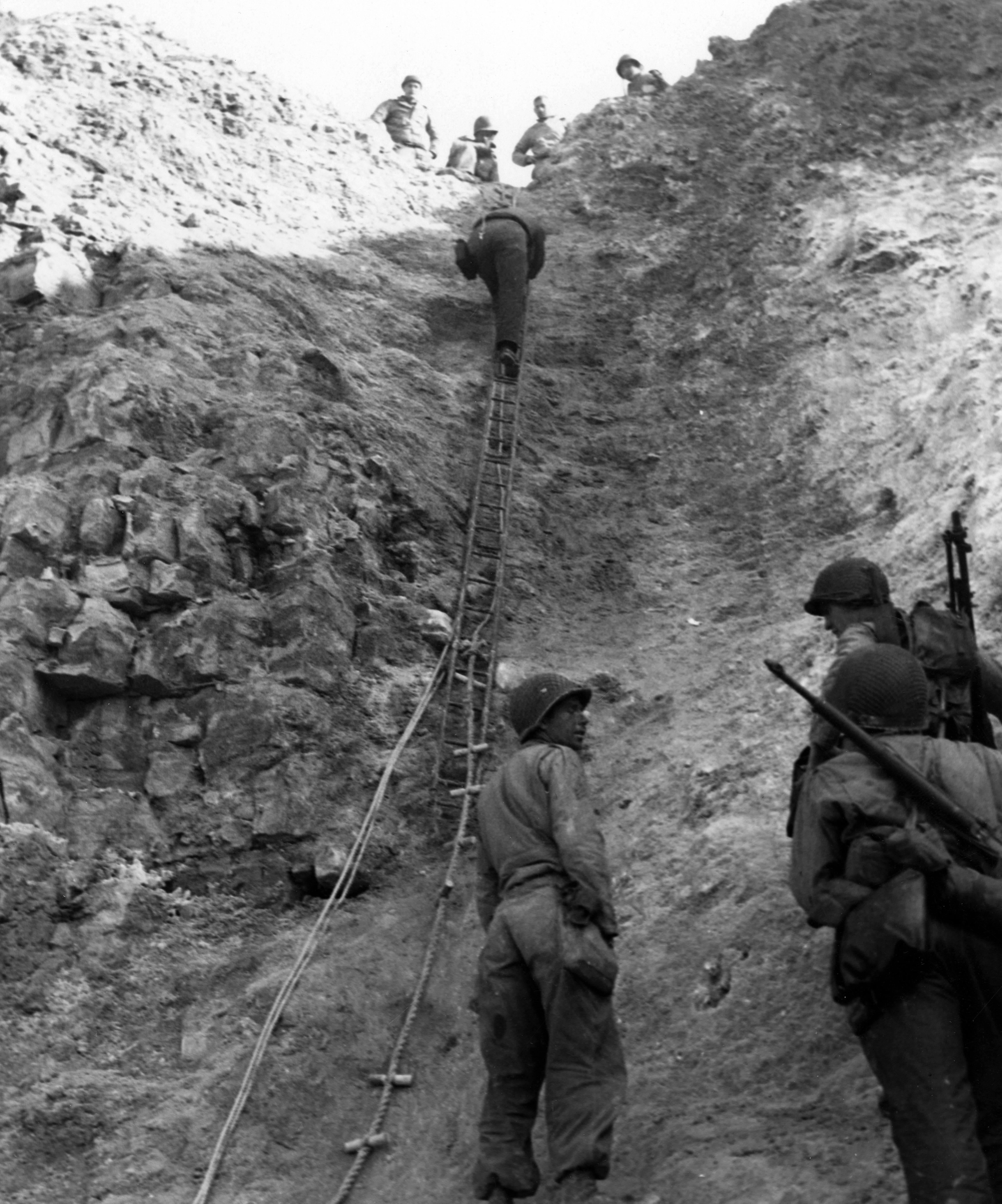
Rangers escaladant la pointe du Hoc.

Le bombardement naval préliminaire débuta à 5 h 50, tiré par les USS Texas, l'USS Satterlee (en) et le HMS Talybont, suivi par une vague de 19 Martin B-26 Marauder de la 9e Air Force.
L’opération commence par la perte du LCA 860 peu après la mise à l'eau ; dans ce bateau se trouvait le commandant de la compagnie D, le capitaine Slater ; celui-ci rejoindra ses camarades le 9 juin.
À cause du courant et de la fumée du bombardement, les barges furent déportées vers la pointe de la Percée à deux kilomètres à l'est du lieu de débarquement prévu. Cette erreur de navigation entraîna un retard de quarante minutes et la perte d’un DUKW.
Le bataillon de rangers débarquera à 7 h 10 à l'endroit prévu. Aucune fusée éclairante n'ayant été tirée à 7 h, les renforts prévus furent déployés sur Omaha Beach.
Le retard pris par les rangers leur enleva l'effet de surprise, mais l'attaque se déroula relativement bien grâce, notamment, au soutien de l'artillerie des destroyers alliés.
Une fois la falaise escaladée, les rangers prirent les bunkers allemands et découvrirent que les 6 pièces d'artillerie initiales, des canons français de 155 mm GPF modèle 1917, avaient été déplacées et remplacées par des pylônes en bois.
À 8 h, la route côtière était sous le contrôle des rangers. Vers 9 h, deux rangers partis en reconnaissance à l'intérieur des terres découvrirent les pièces d'artillerie, sans aucune défense, ce qui permit de les détruire à l'aide de grenades incendiaires.

#### Isolés
Les renforts ayant été détournés sur Omaha Beach, le 2e bataillon de rangers se retrouve isolé.
Dans l’après-midi, le lieutenant-colonel Rudder envoya le message « Sommes à Pointe-du-Hoc — mission accomplie - munitions et renforts nécessaires - beaucoup de pertes » à l'USS Satterlee qui lui répondit « aucun renfort disponible - tous les rangers sont déployés ».
Les seuls renforts que reçurent les rangers du 2e bataillon furent les survivants de la compagnie A du 5e bataillon de rangers qui avaient débarqué à Omaha Beach. Ces renforts amenèrent le 2e bataillon de rangers à environ 85 combattants.
La situation des rangers était critique et ils subirent de nombreuses attaques dans la nuit de la part d'une compagnie du 914.IR de la 352. Infanterie-Division. Vers 3 h, la compagnie D qui couvrait le flanc ouest fut submergée, vingt rangers sous les ordres du sergent Petty restèrent en arrière afin de permettre à cinquante de leurs camarades de se replier et furent faits prisonniers.
Au matin du 7 juin, seuls 90 hommes étaient encore en état de combattre.
Le 7 juin dans l'après-midi, une force de secours constituée d’éléments du 5e bataillon de rangers, du 116e d'infanterie et des chars du 743e bataillon arrivèrent enfin.
Ce n'est que le 8 juin au matin que les soldats américains repoussèrent les Allemands et prirent le village de Saint-Pierre-du-Mont, village le plus proche de la pointe, à 1,5 km au sud-est.

### Le bilan
Sur les 225 rangers engagés dans la mission ce jour-là, 90 sont en état de continuer à se battre. Le lieutenant-colonel James Earl Rudder lui-même fut blessé par deux fois durant cette opération.

## Monument commémoratif

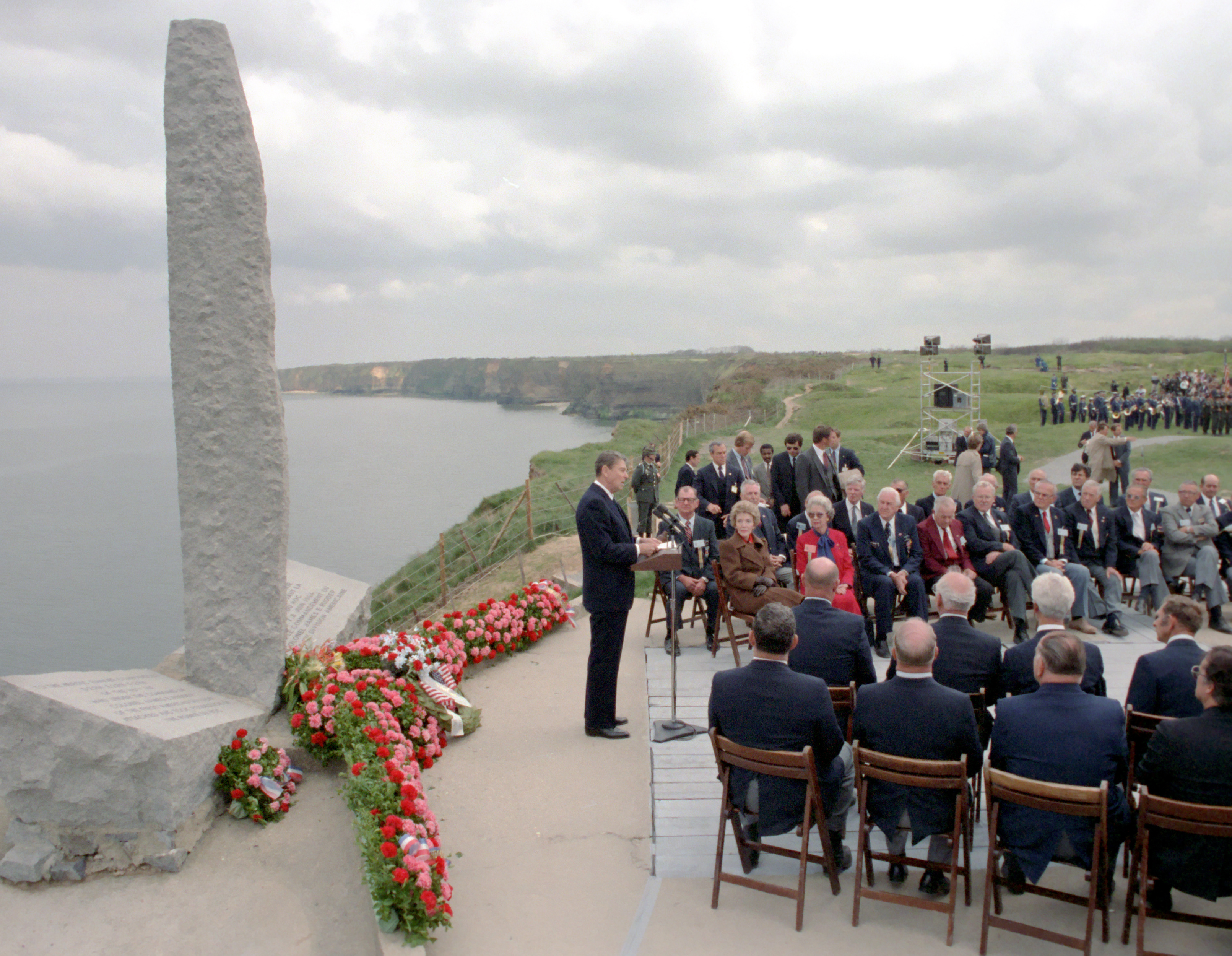
Discours du président Ronald Reagan lors du de l'événement.

Le 11 janvier 1979, la France a transféré la gestion d'une partie des terrains de la pointe du Hoc à l'American Battle Monuments Commission qui depuis s'occupe de l'entretien du site. Elle abrite un monument (Pointe du Hoc Ranger Monument) en l'honneur du sacrifice des troupes américaines : ce pylône en granite symbolise les dagues utilisées comme piolets par les Rangers pour gravir les falaises. Érigé au-dessus du bunker allemand de direction, il est doté à sa base de tablettes portant des inscriptions en français et en anglais. Le président Ronald Reagan y assiste à une cérémonie lors des commémorations du 40e anniversaire du débarquement en juin 1984. Le président Bill Clinton y célèbre le 50e anniversaire du débarquement le 6 juin 1994. De nombreux blockhaus et cratères de bombardement sont encore visibles et le site est aménagé pour la visite. Des armes ont été détruites au pied des falaises en mai 2015.
Le site reçoit près de 500 000 visiteurs par an.

## Dans la culture
- La bataille de la pointe du Hoc est restituée dans le film Le Jour le plus long, sorti en 1962.
- Le jeu vidéo Call of Duty 2, sorti en 2005 sur PC, Mac et Xbox 360, permet de revivre l'attaque de la pointe du Hoc dans la peau d'un ranger de la compagnie Dog.

## Galerie

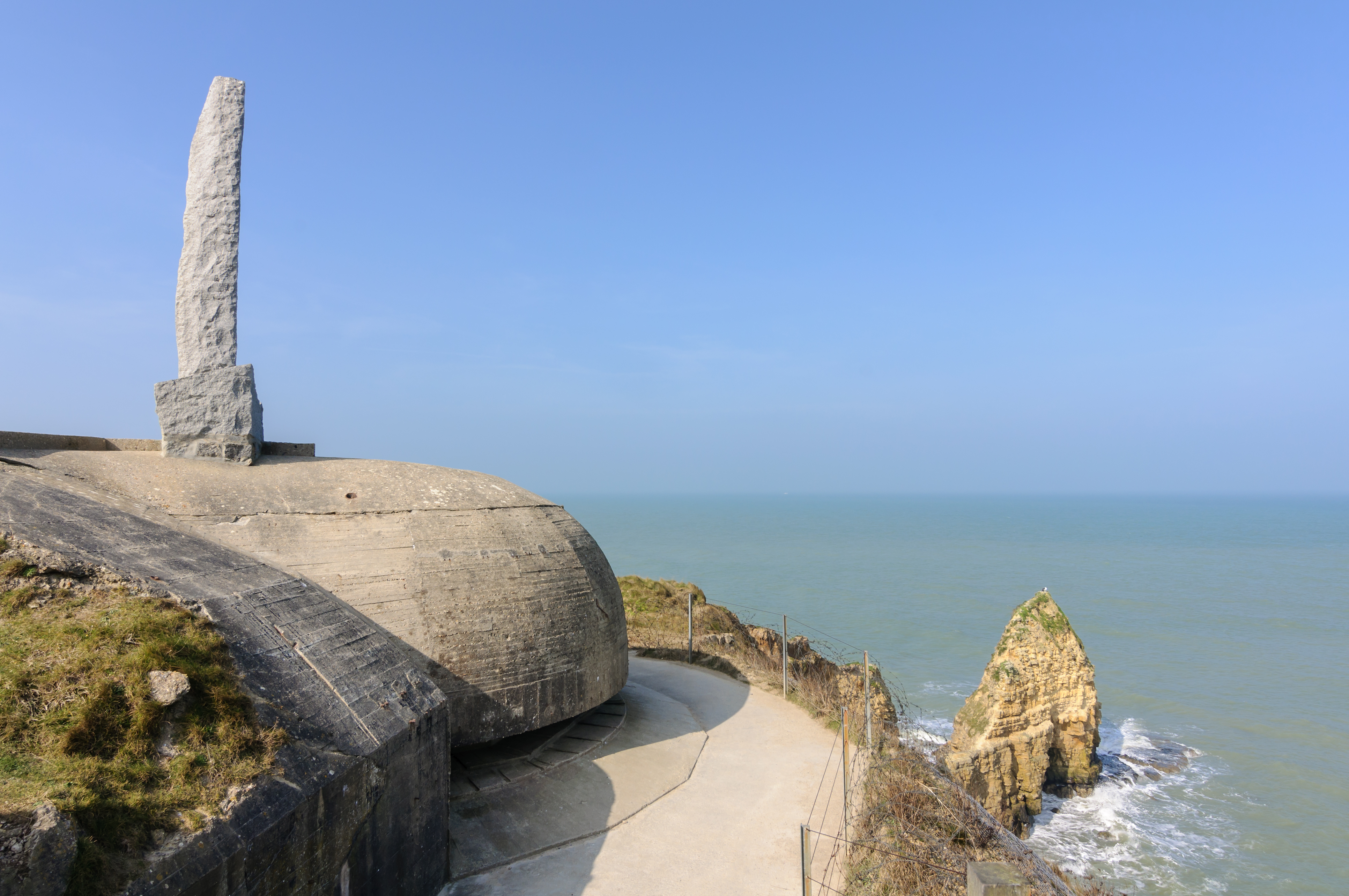
Poste d'observation et de tir H636a de la batterie allemande.
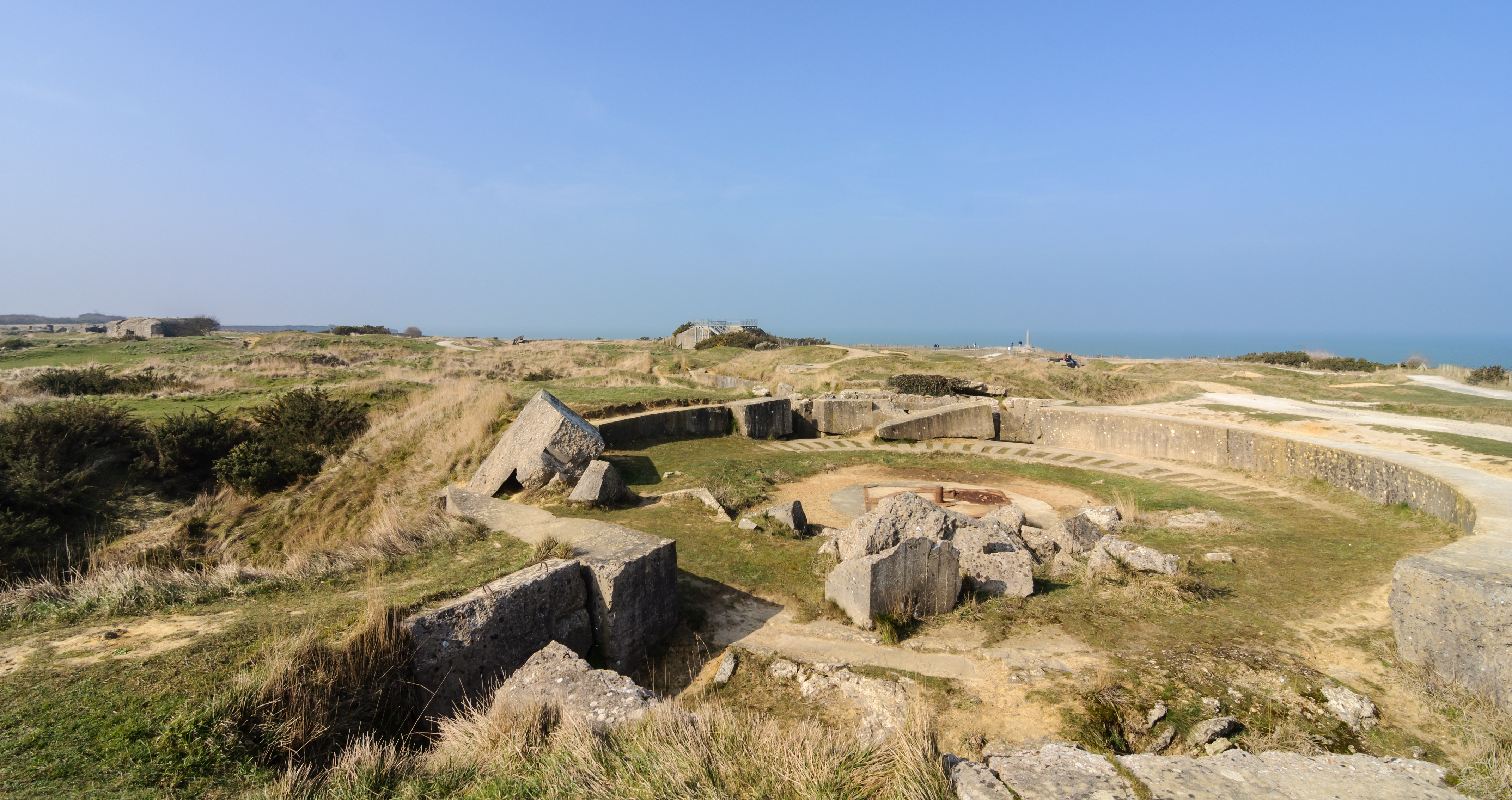
Un des encuvements construits avant les casemates. On distingue des cratères tout autour.
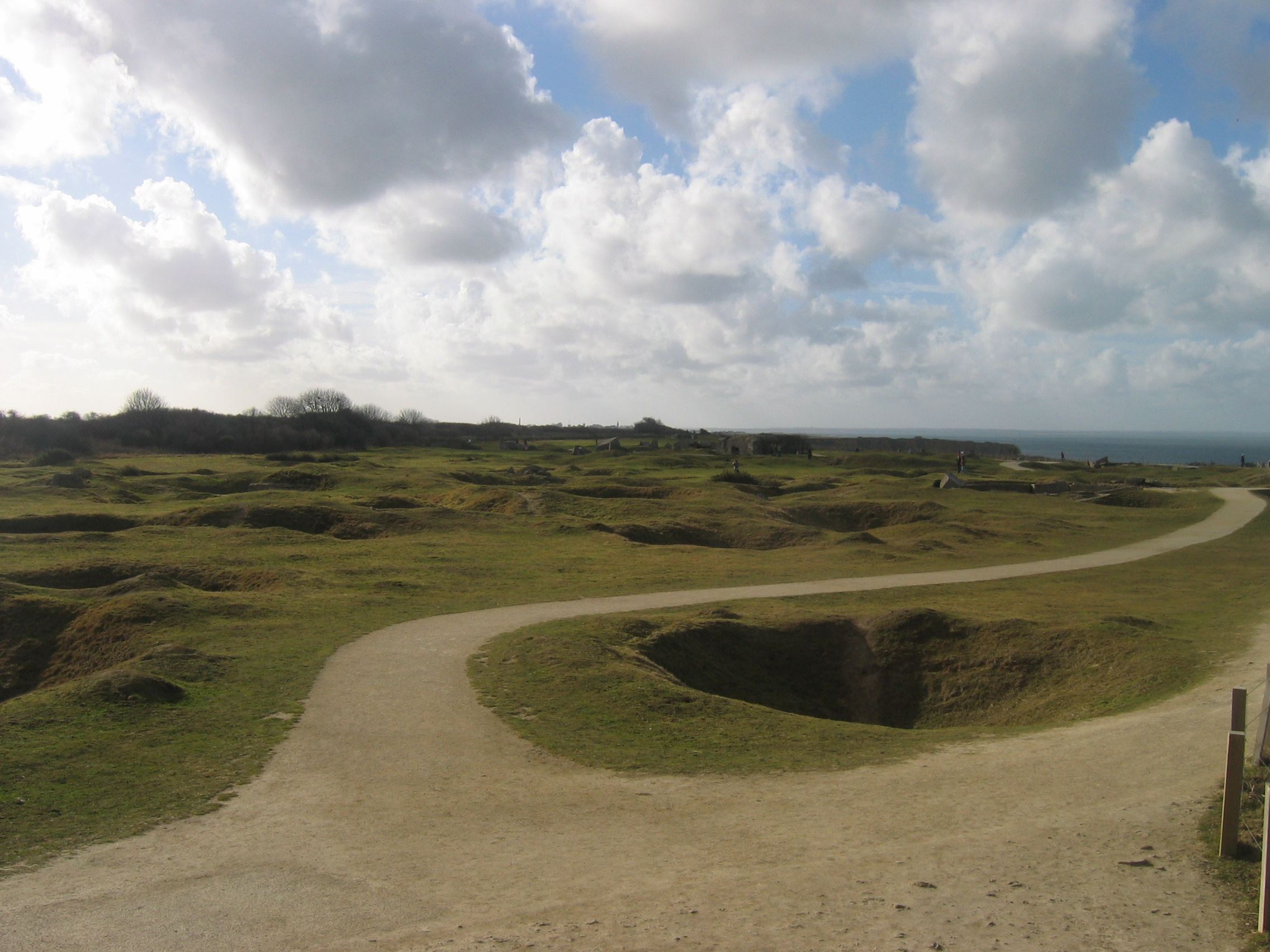
Cratères de bombes.
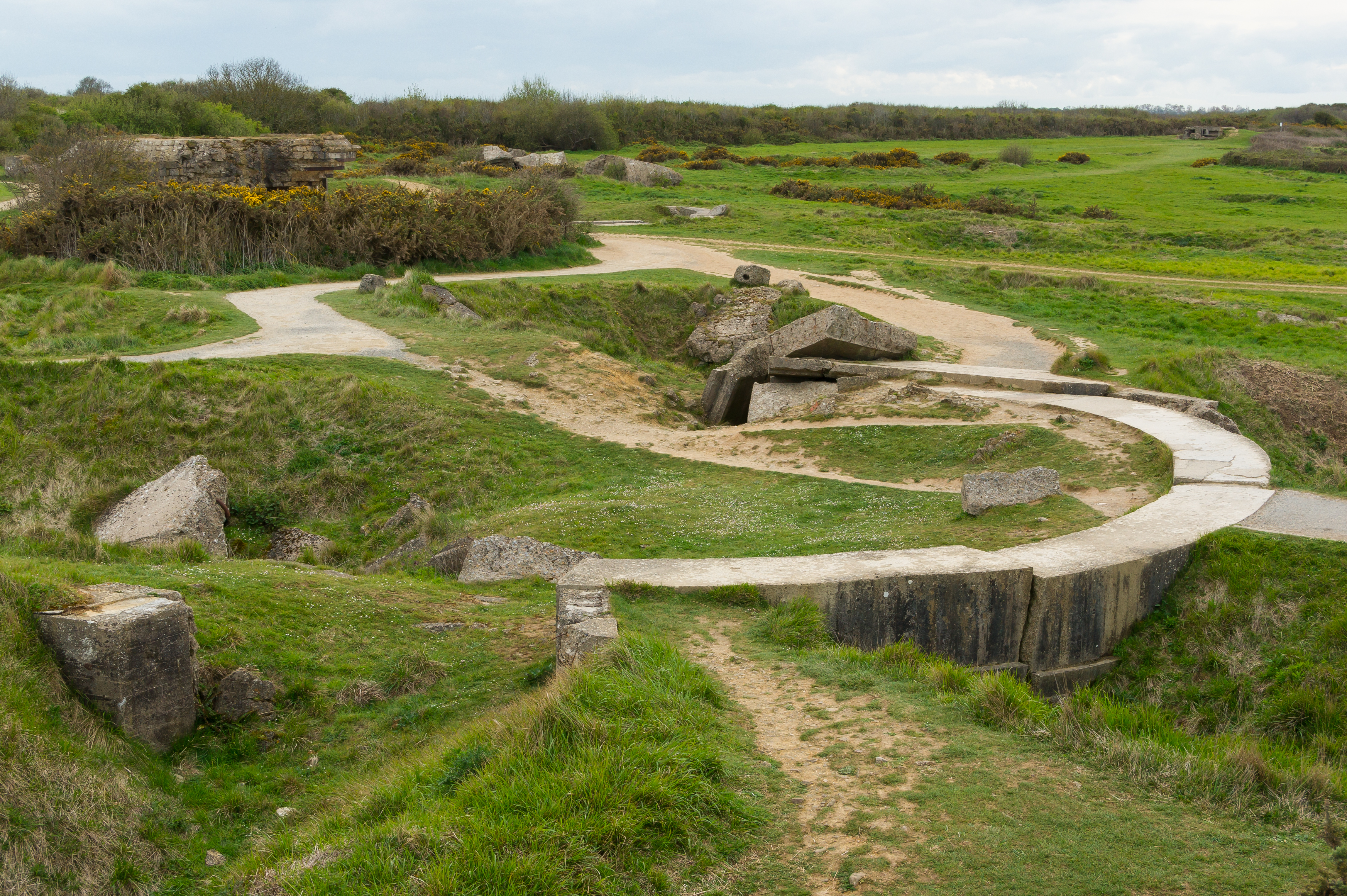
Ruines et cratères.